# Grit Breuer
Grit Breuer (Röbel/Müritz, 16 febbraio 1972) è un'ex velocista tedesca.
In carriera è stata campionessa mondiale indoor e campionessa europea (sia outdoor che indoor) dei 400 metri piani, nonché plurimedagliata nella staffetta 4×400 metri.

## Record nazionali

### Seniores
- Staffetta 4×400 metri indoor: 3'27"22 ( Siviglia, 10 marzo 1991) (Sandra Seuser, Katrin Schreiter, Annett Hesselbarth, Grit Breuer)

## Palmarès
| Anno                                 | Manifestazione    | Sede       | Evento      | Risultato | Prestazione | Note                                     |
| ------------------------------------ | ----------------- | ---------- | ----------- | --------- | ----------- | ---------------------------------------- |
| In rappresentanza della Germania Est |                   |            |             |           |             |                                          |
| 1988                                 | Mondiali juniores | Sudbury    | 400 m piani | Oro       | 51"24       |                                          |
| 1988                                 | Mondiali juniores | Sudbury    | 4×100 m     | Oro       | 43"48       |                                          |
| 1988                                 | Mondiali juniores | Sudbury    | 4×400 m     | Oro       | 3'28"39     |                                          |
| 1988                                 | Giochi olimpici   | Seul       | 4×400 m     | Bronzo    | 3'18"29     | [ 1 ]                                    |
| 1990                                 | Europei           | Spalato    | 400 m piani | Oro       | 49"50       |                                          |
| 1990                                 | Europei           | Spalato    | 4×400 m     | Oro       | 3'21"02     |                                          |
| In rappresentanza della Germania     |                   |            |             |           |             |                                          |
| 1991                                 | Mondiali indoor   | Siviglia   | 200 m piani | Bronzo    | 22"58       |                                          |
| 1991                                 | Mondiali indoor   | Siviglia   | 4×400 m     | Oro       | 3'27"22     |                                          |
| 1991                                 | Mondiali          | Tokyo      | 400 m piani | Argento   | 49"42       | Miglior prestazione personale            |
| 1991                                 | Mondiali          | Tokyo      | 4×100 m     | Bronzo    | 42"33       |                                          |
| 1991                                 | Mondiali          | Tokyo      | 4×400 m     | Bronzo    | 3'21"25     |                                          |
| 1996                                 | Europei indoor    | Stoccolma  | 400 m piani | Oro       | 50"81       |                                          |
| 1996                                 | Giochi olimpici   | Atlanta    | 400 m piani | 8ª        | 50"71       |                                          |
| 1996                                 | Giochi olimpici   | Atlanta    | 4×400 m     | Bronzo    | 3'21"14     |                                          |
| 1997                                 | Mondiali indoor   | Parigi     | 400 m piani | 6ª        | 52"22       |                                          |
| 1997                                 | Mondiali indoor   | Parigi     | 4×400 m     | Bronzo    | 3'28"39     |                                          |
| 1997                                 | Mondiali          | Atene      | 400 m piani | 4ª        | 50"06       |                                          |
| 1997                                 | Mondiali          | Atene      | 4×400 m     | Oro       | 3'20"92     | Miglior prestazione mondiale stagionale  |
| 1998                                 | Europei indoor    | Valencia   | 400 m piani | Oro       | 50"45       |                                          |
| 1998                                 | Europei           | Budapest   | 400 m piani | Oro       | 49"93       |                                          |
| 1998                                 | Europei           | Budapest   | 4×400 m     | Oro       | 3'23"03     |                                          |
| 1999                                 | Mondiali indoor   | Maebashi   | 400 m piani | Oro       | 50"80       |                                          |
| 1999                                 | Mondiali          | Siviglia   | 400 m piani | 7ª        | 50"67       |                                          |
| 1999                                 | Mondiali          | Siviglia   | 4×400 m     | Bronzo    | 3'22"43     | Miglior prestazione personale stagionale |
| 2001                                 | Mondiali          | Edmonton   | 400 m piani | 4ª        | 50"49       |                                          |
| 2001                                 | Mondiali          | Edmonton   | 4×400 m     | Argento   | 3'21"97     | Miglior prestazione personale stagionale |
| 2002                                 | Europei           | Monaco     | 400 m piani | Argento   | 50"70       |                                          |
| 2002                                 | Europei           | Monaco     | 4×400 m     | Oro       | 3'25"10     |                                          |
| 2003                                 | Mondiali indoor   | Birmingham | 400 m piani | Bronzo    | 51"13       |                                          |
| 2004                                 | Giochi olimpici   | Atene      | 4×400 m     | Batteria  | 3'27"75     |                                          |

## Altre competizioni internazionali
1989
- Coppa Europa di atletica leggera ( Gateshead)
- Argento in Coppa del mondo ( Barcellona), 400 m piani - 50"67

1991
- Coppa Europa di atletica leggera ( Francoforte)

1996
- Coppa Europa di atletica leggera ( Madrid)

1998
- 4ª alla Grand Prix Final ( Mosca), 400 m piani - 50"60
- Argento in Coppa del mondo ( Johannesburg), 400 m piani - 49"86